# Evelina Cattermole
Pour les articles homonymes, voir Cattermole.
Œuvres principales
- Versi (1883)
- E ancora versi (1886)
- Una famiglia di topi (1895)

Evelina Cattermole, aussi connue sous son pseudonyme de Comtesse Lara (en italien : Contessa Lara), née le 26 octobre 1849 à Florence (grand-duché de Toscane) et morte par balle le 30 novembre 1896 à Rome (royaume d'Italie), est une poétesse et écrivaine italienne.

## Biographie

### Jeunesse
Evelina Cattermole naît le 26 octobre 1849 à Florence, dans le grand-duché de Toscane (aujourd’hui en Italie). Elle est la fille de Guglielmo Cattermole, ancien consul à Cannes et déjà père de deux enfants issus de mariages précédents en Écosse, et d’Elisa Sandusch. Son père travaille à Florence comme enseignant en anglais. Il lui apprend le français, l’espagnol et l’anglais, tandis que sa mère lui apprend la musique. Plus tard, elle a comme enseignante la poétesse Marianna Giarrè Billi (it). L’écrivain Francesco Dall'Ongaro, ami de la famille, l’assiste et l’encourage. Grâce en partie à l’influence de celui-ci, Cattermole publie à 18 ans le recueil de poèmes Canti e ghirlande (« Chants et festons »).
Pendant ce temps, la jeune femme entre dans les salons de Florence, capitale du grand-duché de Toscane, grâce à sa réputation de jeune écrivaine néoromantique et des connexions acquises par ses parents en enseignant auprès d’enfants des familles les plus riches. Elle devient une habituée des réceptions des familles Poniatowski, Rattazi et Mancini. Elle rencontre ainsi Francesco Saverio Eugenio Mancini, fils de la poétesse Laura Beatrice Mancini, avec lequel elle se marie le 5 mars 1871, à 22 ans, malgré une forte opposition de la famille de celui-ci. Cattermole le suit à Rome, Naples, et enfin Milan, où le couple trouve un appartement via Cesare Correnti.

### Vie à Milan
Cattermole fréquente de nombreux salons, et y rencontre Giuseppe Bennati di Baylon, officier de cavalerie vénitien et également un des meilleurs amis d’Eugenio Mancini, qui devient son amant. Le couple se réunit clandestinement dans un petit appartement via dell'Unione, tenu par Giuseppina Dones, une serveuse tenue au secret. Le bruit se répand cependant peu à peu, jusqu’à arriver aux oreilles du mari trompé en 1875. Mancini arrive à faire parler la serveuse, et ainsi parvient à prendre les amants en flagrant délit. Bennati di Baylon, en pyjama, tente de s’enfuir mais Mancini l’attrape à la gorge, pendant que Cattermole perd connaissance sur le canapé. Mancini est furieux, et défie Giuseppe Bennati di Baylon à un duel d’honneur,. Mancini tue son ami d’un coup lors du duel à Bollate l’après-midi du 27 mai 1874, et est inculpé pour homicide lors d’un jugement qui provoque un grand scandale. La serveuse se suicide alors en ingérant de l’acide sulfurique. Le couple ne vécut plus jamais ensemble, et à partir de ce moment Cattermole assure son autonomie financière grâce à ses publications et des articles réguliers dans la presse.

### Retour à Florence
Evelina Cattermole, souffrant désormais d’une mauvaise image dans l’opinion publique milanaise, est contrainte de retourner à Florence au printemps 1875. Son père, devenu veuf, refuse de l’accueillir chez lui. Elle vit alors chez sa grand-mère maternelle, Antonietta Fanciullacci, à partir de juin 1875. Elle commence son activité de journaliste en travaillant au quotidien Il Fieramosca à partir de sa création en 1881. Elle contribue plus tard à d’autres périodiques : La Tribuna illustrata, La Donna, Roma letteraria, le Fanfulla della domenica (it), ou encore L'illustrazione italiana.
Avec le temps, Cattermole renoue avec son père et la société florentine. Elle fréquente de nouveau les salons de la ville, où elle rencontre le poète catanais Mario Rapisardi, avec qui elle entame une relation amoureuse alors que l’homme est déjà marié à Giselda Fojanesi. Celui-ci l’aide à faire publier son deuxième recueil de poèmes Versi (« Vers ») en 1883, sous le pseudonyme de la Contessa Lara (« Comtesse Lara »), chez l’éditeur Angelo Sommaruga (it), alors connu comme dirigeant du journal à succès Cronaca bizantina (it). Le second volume rencontre un grand succès, et certains critiques croient voir la plume de l’écrivain à succès Olindo Guerrini, dont Cattermole est proche par son style. Sommaruga publie un portrait de Cattermole et une preuve qu’elle est l’autrice de l’ouvrage dans la Cronaca bizantina du 16 février 1883. Carducci lui écrit quelques jours plus tard pour lui demander d’abandonner la Comtesse Lara. Au contraire, Sommaruga profite de l’engouement médiatique pour transformer l’écrivain Domenico Milelli (it) en « Comte de Lara » et publier ses vers sous ce pseudonyme. Pendant ce temps, Giselda Fojanesi, découvrant la relation entre Cattermole et Rapisardi, y met fin, et se sépare de ce dernier.
En 1886, Cattermole publie un troisième recueil, E ancora versi (« Encore des vers »). La même année, elle rencontre le poète messinois Giovanni Alfredo Cesareo, qui a onze ans de moins quelle, et la relation dure jusqu’en 1894. Pendant cette période, elle publie Così è (« C’est ainsi ») et Novelle di Natale (« Nouvelles de Noël »).
Elle publie ensuite plusieurs romans pour enfants, notamment Una famiglia di topi (« Une famille de souris ») en 1895, qui rencontre un grand succès en s’écoulant à plus de 70 000 exemplaires. La même année, elle publie Il romanzo della bambola (« Le Roman de la poupée »), illustré par le jeune peintre Giuseppe Pierantoni.
Pierantoni collabore avec la revue Vita italiana, où Cattermole tient une rubrique de mode et costumes. Pierantoni est pauvre et Cattermole décide de lui venir en aide. Au fil du temps, les deux deviennent amant. Rapidement, cependant, Pierantoni révèle sa personnalité peu prompte au travail, possessive et violente. Cattermole veut mettre un terme à cette relation abusive, mais Pierantoni s’y refuse. Cattermole parle alors de sa situation à ses amis — une réaction très moderne pour l’époque —. À l’été 1896, son vieil ami Ferruccio Bottini, préoccupé, l’invite à se réfugier chez sa famille à Livourne, et lui donne un pistolet de petit calibre. Cattermole accepte la suggestion de son ami, et à l’automne retourne à Rome pour préparer son déménagement.

### Meurtre
Le 30 novembre 1896, Cattermole se dispute avec Pierantoni chez elle à Rome. Dans des circonstances peu claires, Cattermole sort son pistolet, qui tombe ensuite entre les mains de Pierantoni. Celui-ci tire en direction de l’abdomen de Cattermole, qui s’affaisse à terre. Pierantoni retourne l’arme vers lui-même et tire un second coup, qui cependant ne fait que le blesser légèrement à l’aisselle.
Pierantoni appelle la domestique, Luisa Medici, qui arrive mais ne sait pas quoi faire. Un médecin arrive alors, et Cattermole reçoit les gestes de premiers secours, alors que de nombreuses minutes se sont déjà écoulées depuis le coup de feu. Elle est déjà en phase d’agonie quand arrivent les forces de police. Elle meurt le soir, soutenant jusqu’au dernier souffle que Pierantoni lui a tiré dessus uniquement pour un motif de nature économique, dans le but que lors du procès celui-ci n’ait pas droit aux atténuations typiques des crimes passionnels.

### Procès de Pierantoni
Le ministère public soutient le mobile économique durant le procès, conformément aux dernières volontés de Cattermole. La défense dément en démontrant le caractère instable de celle-ci et « sa passion amoureuse irréfrénée ». Les débats se concluent deux ans plus tard, le 10 novembre 1898, avec la condamnation de Pierantoni à 11 ans et 8 mois de prison pour homicide volontaire.

## Publications

### Recueils de poésie
- (it) Canti e ghirlande, 1867
- (it) Versi, 1883
- (it) E ancora versi, 1886
- (it) Ultimi versi, 1887 (publication à titre posthume)

### Romans
- (it) L'innamorata, 1892
- (it) Storie d'amore e di dolore, 1893
- (it) Una famiglia di topi, 1895
- (it) Il romanzo della bambola, Hoepli, 1895